# Hans Vollmer (Kunsthistoriker)

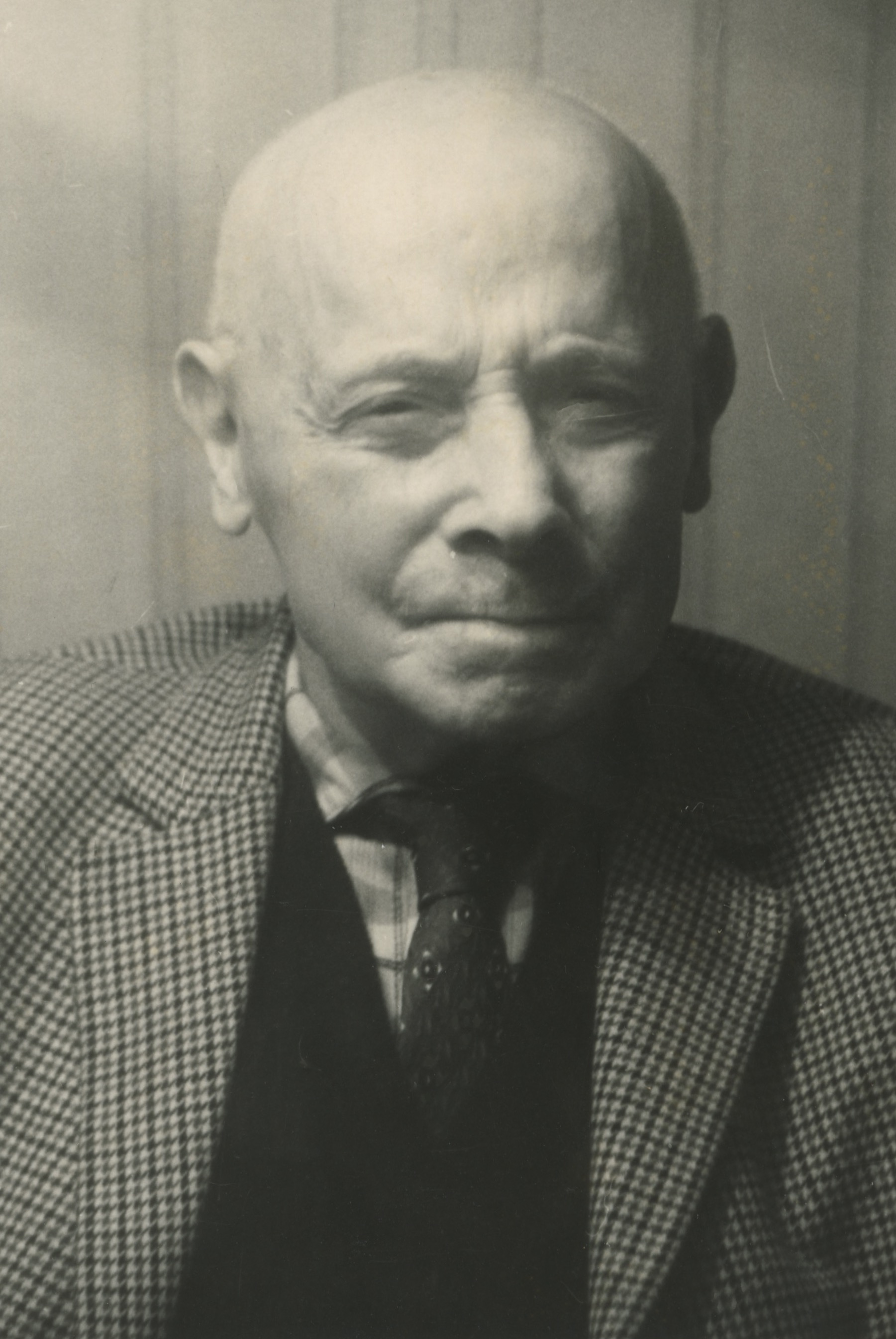
Hans Vollmer (1967)

Hans Vollmer (* 16. November 1878 in Charlottenburg; † 15. Februar 1969 in Leipzig) war ein deutscher Kunsthistoriker und Enzyklopädist.

## Leben
Sein Vater war der Architekt Johannes Vollmer (1845–1920), sein Großvater der Hamburger Marinemaler und Grafiker Adolph Friedrich Vollmer (1806–1875). Er war der ältere Bruder des Malers und Plastikers Erwin Vollmer (1884–1973).
Vollmer studierte in Berlin und München Kunstgeschichte, Geschichte und Philosophie. 1906 wurde er bei Heinrich Wölfflin in Berlin mit einer Arbeit über Schwäbische Monumentalbrunnen von der Gotik bis zum Klassizismus promoviert.
Seit dem 1. April 1907 war er in der Redaktion des  Allgemeinen Lexikons der Bildenden Künstler von der Antike bis zur Gegenwart beim Verlag E. A. Seemann in Leipzig angestellt, 1923 übernahm er die Redaktionsleitung und wurde Herausgeber des Werkes. Er arbeitete als Hauptmitarbeiter, unterstützt von einer kleinen Redaktion, bis zum Abschluss des 37-bändigen Werks im Jahre 1950. Danach begann er mit den Ergänzungen für das 20. Jahrhundert, dem Allgemeinen Lexikon der Bildenden Künstler des XX. Jahrhunderts, das in sechs Bänden 1953 bis 1962 erschien. Er diktierte seiner Sekretärin Claire Möbius, die auch als wissenschaftliche Hilfskraft fungierte, auf Grundlage von Notizen, die er besonders in der Deutschen Bücherei in Leipzig exzerpierte, insgesamt 47.229 Künstlerbiographien, wobei täglich 15 bis 20 Schreibmaschinenseiten beschrieben wurden. 1952 wurde er zum Professor ernannt. In Anerkennung seiner Arbeitsleistung erhielt Hans Vollmer 1957 den Vaterländischen Verdienstorden der Deutschen Demokratischen Republik in Silber.
Zum 1. Januar 1964 trat er nach 57 Jahren Arbeit für das Künstlerlexikon in den Ruhestand.

## Veröffentlichungen
- Schwäbische Monumentalbrunnen (= Kunstgeschichtliche Studien. Heft 1). Ebering, Berlin 1906.
- Kunstgeschichtliches Wörterbuch (= Teubners kleine Fachwörterbücher. 13). Teubner, Leipzig 1928.